# Limenitis trivena
Limenitis trivena är en fjärilsart som beskrevs av Moore 1864. Limenitis trivena ingår i släktet Limenitis och familjen praktfjärilar. Inga underarter finns listade i Catalogue of Life.

## Bildgalleri

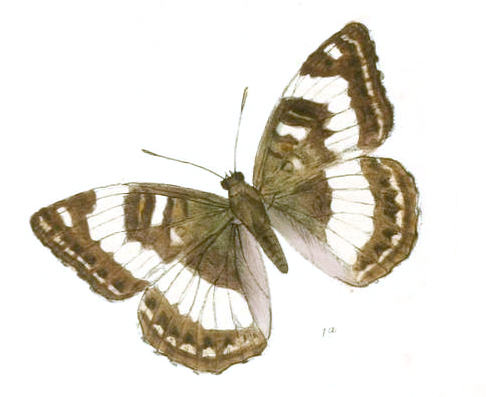